# Кубок Чилі з футболу 2016
Кубок Чилі з футболу 2016 — 37-й розіграш кубкового футбольного турніру у Чилі. Титул володаря кубка водинадцяте здобув Коло-Коло.

## Перший раунд
| Команда 1                 | Заг.         | Команда 2                  | 1-й матч | 2-й матч |
| ------------------------- | ------------ | -------------------------- | -------- | -------- |
| 9/16 липня 2016           |              |                            |          |          |
| Депортес Копіапо (2)      | 4:3          | Кобресаль                  | 3:0*     | 1:3      |
| Уніон Ла-Калера (2)       | 3:4          | Сан-Луїс Кільота           | 2:2      | 1:2      |
| 9/17 липня 2016           |              |                            |          |          |
| Депортес Ла-Серена (2)    | 4:3          | Сантьяго Вондерерз         | 3:1      | 1:2      |
| 9/18 липня 2016           |              |                            |          |          |
| Ньюбленсе (2)             | 1:2          | Коло-Коло                  | 0:0      | 1:2      |
| 10/16 липня 2016          |              |                            |          |          |
| Депортес Пуерто-Монтт (2) | 1:5          | Депортес (Темуко)          | 0:2      | 1:3      |
| Рейнджерс (2)             | 2:6          | О'Хіггінс                  | 1:3      | 1:3      |
| Кокімбо Унідо (2)         | 0:7          | Палестіно                  | 0:6      | 0:1      |
| Іберія (2)                | 2:6          | Уачипато                   | 1:5      | 1:1      |
| 10/17 липня 2016          |              |                            |          |          |
| Депортес Магальянес (2)   | 2:2 пен. 3:4 | Уніон Еспаньйола           | 1:2      | 1:0      |
| Депортес Ікіке            | 4:2          | Сан-Маркос де Аріка (2)    | 2:0      | 2:2      |
| Кобрелоа (2)              | 2:1          | Депортес Антофагаста       | 1:0      | 1:1      |
| 11/16 липня 2016          |              |                            |          |          |
| Куріко Унідо (2)          | 1:2          | Аудакс Італьяно            | 1:1      | 0:1      |
| 12/17 липня 2016          |              |                            |          |          |
| Сантьяго Морнінг (2)      | 2:3          | Універсідад Католіка       | 2:0      | 0:3      |
| 13/21 липня 2016          |              |                            |          |          |
| Уніон Сан-Феліпе (2)      | 1:6          | Евертон                    | 1:3      | 0:3      |
| 17/28 липня 2016          |              |                            |          |          |
| Депортес Вальдівія (2)    | -:+*         | Універсідад де Консепсьйон | -:+      | -:+      |

* - Перший матч закінчився на користь Кобресаль, проте цій команді була присуджена технічна поразка 0-3 у матчі через вихід на поле незаявленого гравця.
** - У протистоянні переможцем було визнано Універсідад де Консепсьйон, оскільки команда суперника не знайшла відповідного місця проведення домашнього поєдинку.

## 1/8 фіналу
| Команда 1                  | Заг.         | Команда 2              | 1-й матч | 2-й матч |
| -------------------------- | ------------ | ---------------------- | -------- | -------- |
| 16/22 вересня 2016         |              |                        |          |          |
| Уніон Еспаньйола           | 6:1          | О'Хіггінс              | 4:0      | 2:1      |
| 16/28 вересня 2016         |              |                        |          |          |
| Аудакс Італьяно            | 5:3          | Депортес Копіапо (2)   | 3:1      | 2:2      |
| Уачипато                   | 3:4          | Коло-Коло              | 2:1      | 1:3      |
| 16/29 вересня 2016         |              |                        |          |          |
| Кобрелоа (2)               | 3:0          | Депортес Ла-Серена (2) | 3:0      | 0:0      |
| 21/29 вересня 2016         |              |                        |          |          |
| Депортес Ікіке             | 3:3 пен. 6:7 | Універсідад де Чилі    | 1:1      | 2:2      |
| 22/28 вересня 2016         |              |                        |          |          |
| Універсідад Католіка       | 4:2          | Депортес (Темуко)      | 2:1      | 2:1      |
| 22 вересня/9 жовтня 2016   |              |                        |          |          |
| Універсідад де Консепсьйон | 0:2          | Сан-Луїс Кільота       | 0:1      | 0:1      |
| 7 жовтня/4 листопада 2016  |              |                        |          |          |
| Палестіно                  | 1:2          | Евертон                | 0:1      | 1:1      |

## 1/4 фіналу
| Команда 1            | Заг.         | Команда 2           | 1-й матч | 2-й матч |
| -------------------- | ------------ | ------------------- | -------- | -------- |
| 19/26 жовтня 2016    |              |                     |          |          |
| Сан-Луїс Кільота     | 5:5 пен. 3:4 | Аудакс Італьяно     | 2:4      | 3:1      |
| 20/25 жовтня 2016    |              |                     |          |          |
| Універсідад Католіка | 5:3          | Універсідад де Чилі | 2:0      | 3:3      |
| 21/27 жовтня 2016    |              |                     |          |          |
| Кобрелоа (2)         | 2:5          | Коло-Коло           | 1:2      | 1:3      |
| 11/15 листопада 2016 |              |                     |          |          |
| Уніон Еспаньйола     | 1:2          | Евертон             | 1:2      | 0:0      |

## 1/2 фіналу
| Команда 1                  | Заг. | Команда 2       | 1-й матч | 2-й матч |
| -------------------------- | ---- | --------------- | -------- | -------- |
| 24 листопада/1 грудня 2016 |      |                 |          |          |
| Евертон                    | 4:2  | Аудакс Італьяно | 3:2      | 1:0      |
| Універсідад Католіка       | 0:3  | Коло-Коло       | 0:1      | 0:2      |

## Фінал
| 15 грудня 2016 1:00 (EEST) |

| Коло-Коло                                   | 4:0      | Евертон |
| ------------------------------------------- | -------- | ------- |
| Ріверо 25' Паредес 37', 39' Р.Фернандес 71' | Протокол |         |

| Національний стадіон, Сантьяго Глядачів: 33 419 Арбітр: Хуліо Баскуньян |